# Штейп, Владимир Владимирович
Владимир Владимирович Штейп (1886—1973) — советский ботаник, исследователь флоры всего Большого Сочи, первый заведующий Сочинским дендрарием (с 1924 по 1930 год). Старший сын Штейпа В. Р.
Сначала учился в Московском университете, который ему не удалось окончить, так как в 1907 году, по подозрению в революционной деятельности, он был подвергнут административной ссылке в Сочи, где жила его больная мать. Отец отправил его учиться в Женевский университет, на факультет естественных наук. После окончания университета он вернулся снова в Россию и поселился в Сочи.
Был женат на Инне Карловне Старк, племянником которой был Борис Карлович Старк.
В Сочи он работал на чертёжных работах у В. К. Константинова, инженера-путейца, который строил дороги и туннели на Кавказе. Потом перешёл на работу в Горный Клуб, где водил экскурсии по горам и собирал гербарии. За неутомимость и энергичность его прозвали Мантигомой.
Впоследствии окончил Московский коммерческий институт (ныне Плехановский). С декабря 1917 года постоянно проживал в Сочи.
В 1924 году получил место ботаника на Опытной станции, где занимался научной работой.
В архиве его брата Н. В. Штейпа сохранились кое-какие его труды.
В 1930 году, по доносу работника парка, был репрессирован и проходил он по так называемому Сочинскому делу 1930 года, по которому на длительные сроки были осуждены многие представители интеллигенции на Кавказе.
Труды его были запрещены, а сам он был выслан на строительство Беломорского канала.
Его жена — Инна Карловна Старк — родная сестра адмирала Георгия Карловича Старка, последовала за ним и разделяла все тяготы ссылки до конца.
Первые годы, после ссылки, ему не разрешали жить в городах и работать никуда не принимали, запретили заниматься наукой.
Он клеил коробочки для иголок и очень нуждался.
В 1954 году он был реабилитирован и ему удалось переехать в Москву, позднее им дали квартиру, пенсию, но уже было поздно, так как здоровье было подорвано двадцатилетней ссылкой.

## Память
18 октября 2011 г. прошло торжественное открытие бюста Владимира Владимировича Штейпа, приуроченное ко дню 125-летия со дня рождения Владимира Владимировича Штейпа.
Бюст выдающегося учёного установили на Кипарисовой аллее, которая была высажена в годы его работы в парке.
На торжественном открытии присутствовали внучатые племянницы Владимира Владимировича. Именно они предоставили фотографии учёного авторам бюста — сочинским скульпторам Александру Бутаеву и Вячеславу Звонову.